# Шеффилд Уэнсдей
«Ше́ффилд Уэ́нсдей» (полное название — Футбольный клуб «Шеффилд Уэнсдей»; англ. Sheffield Wednesday Football Club, английское произношение: ['ʃefiːld ˈwenzdeɪ 'futbɔ:l klʌb]) — английский профессиональный футбольный клуб из Шеффилда, графство Саут-Йоркшир. Один из самых старых и титулованных клубов в Англии. Основан в 1867 году под названием «Уэнсдей» (англ. The Wednesday Football Club), в 1929 году был переименован в «Шеффилд Уэнсдей».
Клуб является четырёхкратным чемпионом Англии, трёхкратным обладателем Кубка Англии и обладателем Кубка Футбольной лиги.
Выступает в Чемпионшипе, втором дивизионе в системе футбольных лиг Англии
Домашним стадионом команды с 1899 года является «Хиллсборо», вмещающим более 34 тысяч зрителей.
Традиционным соперником команды является другой клуб из Шеффилда, «Шеффилд Юнайтед», против которого разыгрывается дерби Стального города.

## История

### Основание и ранние годы
Сначала клуб был крикетный и назывался The Wednesday Cricket Club («Клуб крикета по средам» — назван по дню недели, когда команда играла свои матчи). Его возглавлял Джеральд Гамильтон. Встреча вечером в среду, 4 сентября 1867 года в отеле «Аделфи» стала началом истории «Шеффилда» — была создана футбольная команда. Клуб сыграл свой первый матч 19 октября 1867 года против команды «Механики».
Вскоре стало ясно, что футбол в клубе оттесняет крикет с главных позиций. 1 февраля 1868 года «Уэнсдей» принял участие в своём первом турнире — Кубке Кромвеля, где играли ещё 3 шеффилдских футбольных команды. Совы выиграли этот трофей, в финале на «Брэмолл Лейн» победив клуб «Гаррик» со счётом 1:0 в дополнительное время.
Чарльз Клегг пришёл в «Уэнсдей» в 1870-е годы как футболист и оставшись в клубе до конца своей жизни в 1937 году, в конечном итоге став председателем правления клуба. Кроме того, он стал президентом и председателем правления ФА и получил прозвище «Наполеон футбола». В 1876 году совы приобрели шотландца Джеймса Ланга. Хотя он не был официально профессионалом, но он был назначен членом совета клуба с официальной зарплатой. Сейчас он признан первым профессиональным футболистом в Англии.
В 1880-е годы произошли два основных события, которые радикально изменили лицо клуба. В 1882 году крикетные и футбольные клубы разошлись; крикетный клуб позже прекратил своё существование в 1925 году. Футбольный клуб стал профессиональным в 1887 году под давлением ведущих игроков, угрожавших переходом в другие клубы. «Уэнсдей» выиграл свою первую игру в качестве профессионального клуба против The Mechanics — 3:0.

### Переход в профессиональный футбол
Переход к профессионализму привёл к переезду «Уэнсдей» с «Брэмолл Лейн», который требовал долю доходов от билетов, на новый стадион «Олив Гроув». В 1889 году клуб стал одним из основателей Футбольного альянса, в котором команда стала первым чемпионом в сезоне 1889/90. В том же сезоне «совы» также дошли до финала Кубка Англии, проиграв 1:6 «Блэкберн Роверс» на стадионе «Кеннингтон Овал» в Лондоне. Несмотря на окончание следующих сезонов в нижней части турнирной таблицы Альянса, «Уэнсдей» был избран в расширенный состав Футбольной лиги в 1892 году. Совы выиграли Кубок Англии в первый раз в сезоне 1895/96, победив в финале «Вулверхэмптон Уондерерс» со счётом 2:1 на стадионе «Кристал Пэлас».
В связи с расширением местных железнодорожных линий в районе «Олив Гроув», клуб был вынужден искать новый дом для сезона 1899/00. После трудного поиска клуб, наконец, купил землю в деревне Оулертон (англ. Owlerton), которая в то время находилась в нескольких километрах за пределами городской черты Шеффилда. Строительство нового стадиона «Оулертон Стэдиум» (в 1914 году переименованного в «Хиллсборо») было завершено в течение нескольких месяцев — на нём клуб продолжает играть до сих пор, уже более ста лет. Первое десятилетие XX века стало самым успешным в истории «Уэнсдей» — дважды был выигран чемпионат (в сезонах 1902/03 и 1903/04) и Кубок Англии (в сезоне 1906/07; в финале был переигран «Эвертон» — 2:1). После этого на два десятилетия наступил относительно спокойный период.
«Уэнсдей» чуть не вылетел в сезоне 1927/28, но набрав 17 очков в последних 10 матчах клуб чудом спасся, а в следующем сезоне в третий раз выиграл чемпионский титул. На следующий год совы повторили этот успех и лишь раз опускались ниже третьего место до 1936 года. Этот славный период закончился победой в Кубке Англии в сезоне 1934/35, в финале был обыгран «Вест Бромвич Альбион» со счётом 4:2 на стадионе «Уэмбли».

### Послевоенные потрясения
В 1950-е годы «Уэнсдей» оказался не в состоянии постоянно удерживать позиции в высшем дивизионе. После вылета в 1950 году они вылетали ещё три раза, хотя каждый раз возвращались, выиграв второй дивизион в следующем сезоне. Десятилетие закончилось на мажорной ноте — совы наконец заняли место в верхней половине таблицы первого дивизиона впервые после Второй мировой войны.
В 1960-е годы «Уэнсдей» ни разу не вылетал из Первого дивизиона и вышел в финал Кубка Англии в 1966 году (в финале уступив «Эвертону» 2:3). Примечательно, что все домашние матчи совы провели на нейтральном поле. Это связано с тем, что клуб был втянут в скандал со ставками в 1964 году. Трое игроков клуба — Питер Свон, Дэвид Лейн и Тони Кей были обвинены в ставках против своей собственной команды на выездном матче с «Ипсвичем». Эти трое впоследствии были осуждены на тюремное заключение и получили пожизненную дисквалификацию.
«Уэнсдей» вылетел из Первого дивизиона в сезоне 1969/70, начав мрачный период в истории клуба. Они упали до Третьего дивизиона впервые в своей истории и играли там в течение пяти сезонов. Клуб едва не вылетел и из него в 1976 году, но возрождение под руководством Джека Чарльтона и его помощника Тони Томса, а после ухода Чарльтона в 1983 году — Говарда Уилкинсона, привело к тому, что совы вернулись в Первый дивизион в 1984 году.

### Современные взлёты и падения
«Шеффилд Уэнсдей» провёл большую часть 1980-х и 1990-х годов в верхнем эшелоне английского футбола. Сезон 1990/91 стал единственным за 16 лет (с 1984 по 2000 год), проведённым командой в низшем дивизионе, но тот сезон остался в памяти болельщиков — «Уэнсдей» вернулся в высший дивизион под руководством Рона Аткинсона и выиграл Кубок Лиги (первый трофей более чем за полвека) в финале обыграв грозный «Манчестер Юнайтед» — 1:0. Этот Кубок остаётся последним в истории английского футбола, который выиграл клуб не из Премьер-лиги. В следующем сезоне совы заняли третье место в Премьер-лиге. Сезон 1992/93 «Шеффилд Уэнсдей» провёл как топ-клуб — они посетили «Уэмбли» четыре раза в течение сезона — финал Кубка Лиги, полуфинал и финал (с переигровкой) Кубка Англии. В полуфинале Кубка Англии они добились победы над принципиальным соперником «Шеффилд Юнайтед» — 2:1. Однако совы уступили «Арсеналу» в обоих финалах.
Затем наступили крайне неудачные годы — после нескольких неудачных трансферов клуб влез в долги. Сезон 1999/00 стал настоящей катастрофой — предпоследнее место в чемпионате и унизительное поражение от «Ньюкасл Юнайтед» со счётом 0:8. Однако на этом падение клуба не закончилось — в предпоследней игре чемпионата Первой лиги сезона 2002/03 совы уступили «Брайтон энд Хоув Альбион» и опустились во Второй дивизион.
С трудом избежав вылета и оттуда в 2004 году и провального начала сезона 2004/05 (в том сезоне Второй дивизион стал Первым после создания Чемпионшипа) менеджером был назначен Пол Старрок, который смог взбодрить команду, и она заняла пятое место, получив право сыграть в плей-офф. На глазах 40000 своих поклонников на стадионе «Миллениум» совы переиграли в финале плей-офф «Хартлпул Юнайтед» 4:2 и вернулись в Чемпионшип. В Чемпионшипе «Уэнсдей» в основном боролся за выживание. В сезоне 2007/08 совы смогли спастись лишь в последнем туре. Совы улучшили результат в сезоне 2008/09 годах, заняв 12-е место с наименьшим в лиге количеством пропущенных мячей. Сезон 2009/10 «Шеффилд Уэнсдей» провёл крайне неудачно, сказывались финансовые трудности клуба. В последнем туре, нуждающийся в победе, чтобы спастись, «Уэнсдей» сыграл вничью 2:2 с «Кристал Пэлас» и вылетел в Первую Лигу.
С июля по ноябрь 2010 года «Шеффилд Уэнсдей» столкнулся с серией исков за неоплаченные налог и счета. 29 ноября 2010 года Милан Мандарич согласился приобрести клуб. Покупка будет завершена после внеочередного собрания Совета акционеров на Хиллсборо 14 декабря 2010 года. Ожидается, что акционеры согласятся продать SWFC Ltd компании Мандарича UK Football Investments за символический £1. Милан Мандарич согласился погасить долги клуба. В сезоне 2011—2012 команда заняла 2-е место и в следующем сезоне опять выступит в Чемпионате Футбольной Лиги.
В мае 2014 года было объявлено о том, что клуб в скором времени перейдёт в руки азербайджанского бизнесмена Хафиз Мамедова за 40 миллионов фунтов стерлингов, однако в сентябре Милан Мандарич выступил с заявлением, что продажа клуба приостановлена, так как Мамедову не удалось претворить в жизнь взятые на себя по контракту обязательства. В итоге в январе 2015 года новым владельцем «Шеффилд Уэнсдей» стал тайский бизнесмен Дэжфон Чансири, приобретший клуб за 37,5 миллионов фунтов стерлингов. Летом 2015-го Чансири произвёл изменения на посту менеджера клуба, назначив вместо Стюарта Грея португальского специалиста Карлуша Карвальяла, и заменил примерно пол-состава команды, приобретя порядка 15 новичков. В 4-м раунде Кубка Футбольной лиги 2015/16 «Уэнсдей» шокировал всех, выиграв у лондонского Арсенала со счётом 3:0.
По итогу сезона 2021 года клуб занял последнее место и вылетел в Лигу-1 (в том числе из-за отнятых 6 очков из-за нарушения правила EFL по прибыли и устойчивости. Причиной стала попытка владельца клуба воспользоваться лазейкой в законодательстве и выкупить у клуба стадион, чтобы потом сдать его команде в аренду).

## Текущий состав
| №              | Игрок                  | Страна            | Дата рождения              | Бывший клуб             |
| Вратари        | Вратари                | Вратари           | Вратари                    | Вратари                 |
| -------------- | ---------------------- | ----------------- | -------------------------- | ----------------------- |
| 1              | Бейли Пикок-Фаррелл    | Северная Ирландия | 29 октября 1996 (28 лет)   | → Бернли                |
| 28             | Джо Уайлдсмит          | Англия            | 28 декабря 1995 (29 лет)   | воспитанник клуба       |
| 42             | Джошуа Рендер          | Англия            | 25 сентября 2000 (24 года) | воспитанник клуба       |
| 44             | Люк Джексон            | Англия            | 12 марта 2002 (23 года)    | воспитанник клуба       |
| Защитники      |                        |                   |                            |                         |
| 2              | Лиам Палмер            | Шотландия         | 19 сентября 1991 (33 года) |                         |
| 3              | Джейден Браун          | Англия            | 24 января 1999 (26 лет)    | Хаддерсфилд Таун        |
| 4              | Льюис Гибсон           | Англия            | 19 июня 2000 (24 года)     | → Эвертон               |
| 5              | Сэм Хатчинсон          | Англия            | 3 августа 1989 (35 лет)    | Пафос                   |
| 6              | Доминик Иорфа          | Англия            | 24 июня 1995 (29 лет)      | Вулверхэмптон Уондерерс |
| 16             | Харли Дин              | Англия            | 26 июля 1991 (33 года)     | → Бирмингем Сити        |
| 22             | Чей Данкли             | Англия            | 13 февраля 1992 (33 года)  | Уиган Атлетик           |
| 32             | Джек Хант              | Англия            | 6 декабря 1990 (34 года)   | Бристоль Сити           |
| 34             | Кьяран Бреннан         | Ирландия          | 5 мая 2000 (25 лет)        | воспитанник клуба       |
| 38             | Джордан Стори          | Англия            | 2 сентября 1997 (27 лет)   | → Престон Норт Энд      |
| Полузащитники  |                        |                   |                            |                         |
| 7              | Оламид Шодипо          | Ирландия          | 5 июля 1997 (27 лет)       | → Куинз Парк Рейнджерс  |
| 8              | Деннис Адениран        | Англия            | 2 января 1999 (26 лет)     | Эвертон                 |
| 10             | Барри Бэннан           | Шотландия         | 1 декабря 1989 (35 лет)    | Кристал Пэлас           |
| 14             | Джордж Байерс          | Англия            | 29 мая 1996 (28 лет)       | Суонси Сити             |
| 17             | Фисайо Деле-Баширу     | Нигерия           | 6 февраля 2001 (24 года)   | Манчестер Сити          |
| 18             | Марвин Джонсон         | Англия            | 1 декабря 1990 (34 года)   | Мидлсбро                |
| 21             | Массимо Луонго         | Австралия         | 25 сентября 1992 (32 года) | Куинз Парк Рейнджерс    |
| 29             | Алекс Хант             | Англия            | 29 мая 2000 (24 года)      | Воспитанник клуба       |
| 41             | Натаниэль Мендес-Лэйнг | Англия            | 15 апреля 1992 (33 года)   | Мидлсбро                |
| Нападающие     |                        |                   |                            |                         |
| 9              | Ли Грегори             | Англия            | 26 августа 1988 (36 лет)   | Сток Сити               |
| 11             | Джош Виндасс           | Англия            | 9 января 1994 (31 год)     | Уиган Атлетик           |
| 13             | Каллум Патерсон        | Шотландия         | 13 октября 1994 (30 лет)   | Кардифф Сити            |
| 20             | Флориан Камбери        | Албания           | 8 марта 1995 (30 лет)      | → Санкт-Галлен          |
| 24             | Сейдо Берахино         | Бурунди           | 4 августа 1993 (31 год)    | Зюлте-Варегем           |
| 30             | Тайрис Джон-Джулс      | Англия            | 14 февраля 2001 (24 года)  | → Арсенал               |
| 40             | Силла Соу              | Нидерланды        | 8 августа 1996 (28 лет)    | Валвейк                 |
| Главный тренер |                        |                   |                            |                         |
|                | Даррен Мур             | Англия            | 22 апреля 1974 (51 год)    | Донкастер Роверс        |

## Достижения
- Чемпион Англии (4): 1902/03, 1903/04, 1928/29, 1929/30
- Чемпион Футбольного альянса: 1889/90
- Чемпион Второго дивизиона (5): 1899/1900, 1925/26, 1951/52, 1955/56, 1958/59
- Обладатель Кубка Англии (3): 1895/96, 1906/07, 1934/35
- Обладатель Кубка Футбольной лиги: 1990/91
- Обладатель Суперкубка Англии: 1935
- Обладатель Суперкубка шерифа Лондона[англ.]: 1905

## Сезоны
| - 1892—1899 Первый дивизион - 1899—1900 Второй дивизион - 1900—1920 Первый дивизион - 1920—1926 Второй дивизион - 1926—1937 Первый дивизион - 1937—1950 Второй дивизион | - 1950—1951 Первый дивизион - 1951—1952 Второй дивизион - 1952—1955 Первый дивизион - 1955—1956 Второй дивизион - 1956—1958 Первый дивизион - 1958—1959 Второй дивизион | - 1959—1970 Первый дивизион - 1970—1975 Второй дивизион - 1975—1980 Третий дивизион - 1980—1984 Второй дивизион - 1984—1990 Первый дивизион - 1990—1991 Второй дивизион | - 1991—2000 Первый дивизион (с сезона 1992/93 — Премьер-лига) - 2000—2003 Первый дивизион (бывший Второй) - 2003—2005 Второй дивизион (с сезона 2004/05 — Первая лига) - 2005—2010 Чемпионшип - 2010—2012 Первая лига - 2012—настоящее время Чемпионшип |

- Сезонов на первом уровне системы футбольных лиг: 66
- Сезонов на втором уровне системы футбольных лиг: 35
- Сезонов на третьем уровне системы футбольных лиг: 7

## Происхождение названия и прозвища
«Шеффилд Уэнсдей» является единственным в Лиге клубом с днём недели в названии. Причина, по которой матчи крикетной команды проходили в среду была в том, что команда формировалась из местных мясников, которые по средам рано освобождались.
Клуб был ранее известен как The Wednesday Football Club до 1929 года, когда клуб был официально переименован в Sheffield Wednesday Football Club по предложению менеджера Роберта Брауна. Клуб иногда ещё называют просто The Wednesday. Однако название Sheffield Wednesday восходит к 1883 году: на домашнем стадионе клуба «Олив Роуд» на опорах крыши была надпись Sheffield Wednesday .
Изначальное прозвище команды было «клинки» (англ. The Blades), общее прозвище для клубов из Шеффилда в XIX веке в связи со специализацией промышленности города на изделиях из стали, но в настоящее время это прозвище закрепилось за главными соперниками «Уэнсдей» — «Шеффилд Юнайтед». В начале XX века, когда талисманом клуба стала сова в честь стадиона клуба в Оулертоне (англ. Owlerton) клуб стал известен как «Совы».

## Стадион
До 1887 года «Уэнсдей» не имел собственного стадиона и постоянно переезжал с места на место — «Хайфилд», «Миртл Роад», «Хили Стэдиум» и «Хантерс Бар». Дольше клуб задержался на «Шиф Хаус» и «Брамолл лейн», на котором до сих пор играет «Шеффилд Юнайтед». Наконец клуб приобретает землю для собственного стадиона в районе Куинс Роад. Стадион получил название по улице, на которой он располагался — «Олив Гроув». Первый матч на нём был сыгран 12 сентября 1887 года — встреча с «Блэкберн Роверс» завершилась ничьей 4:4.
С 1899 года «Уэнсдей» проводит свои домашние матчи на стадионе «Хиллсборо» в районе Шеффилда Оулертон. Первоначально стадион также носил название «Оулертон Стэдиум», но в 1914 году деревня Оулертон входит в черту Шеффилда и становится частью парламентского избирательного округа Хиллсборо, поэтому стадион было решено переименовать. «Хиллсборо» может вместить до 40000 зрителей и является крупнейшим стадионом в Первом дивизионе и 12-м по величине в Англии. Клуб намерен увеличить вместимость «Хиллсборо» до 45000 к 2012 году и до 50000 в 2016 году, а также сделать ряд других усовершенствований. У южной трибуны установлен памятник жертвам трагедии 1989 года, когда во время полуфинального матча Кубка Англии между «Ливерпулем» и «Ноттингем Форест» в давке погибло 97 человек.

## Принципиальные соперники
Главный соперник «Шеффилд Уэнсдей» — это их соседи из «Шеффилд Юнайтед». Матчи между этими командами носят название «дерби Стального города», из-за известности Шеффилда как крупного сталелитейного центра. «Юнайтед» имеет лучшую статистику в этом дерби, победив 44 раза, при 41 победе «Уэнсдей». Из последних десяти встреч 4 матча выиграли совы, в то время как клинки выиграли 3 раза. 7 февраля 2009 года на «Брэмолл Лейн» «Уэнсдей» одержал победу над «Юнайтед» со счётом 2:1. Учитывая победу в начале сезона дома 1:0, «Уэнсдей» впервые с сезона 1913/14 одержал две победы в дерби в одном сезоне.
Другой принципиальный соперник «Уэнсдей» — «Лидс Юнайтед». И, в гораздо меньшей степени, соседние клубы — «Барнсли», «Ротерем Юнайтед» и «Донкастер».